# Junior TT
La Junior TT è una competizione motociclistica che si svolge durante il Tourist Trophy, evento che si tiene ogni anno sull'Isola di Man. Dal 1949 al 1976 era parte del Campionato mondiale di motociclismo

## Storia
La prima Junior TT risale al 1911. Vi potevano partecipare le moto dotate di motori monocilindrici o bicilindrici. La cilindrata massima per le prime era di 300 cm³ mentre per le seconde saliva a 340 cm³. La gara si svolgeva su cinque giri dello Snaefell Mountain Course e fu vinta da Percy J. Evans su Humber che concluse la gara in 3 ore 37 minuti e 7 secondi alla media di 66,70 km/h (41,45 miglia orarie). Nel 1912 il limite di cilindrata fu portato, per tutte le moto, a 350 cm³. Questa regola rimase in vigore fino al 1994.
Attualmente (2007) le cilindrate ammesse alla Junior TT sono le seguenti:
- 400-600 cm³ - Motociclette dotate di motore 4 cilindri 4 tempi
- 600-750 cm³ - Motociclette dotate di motore 2 cilindri 4 tempi
- 600-675 cm³ - Motociclette dotate di motore 3 cilindri 4 tempi

## Record sul giro
Il record sul giro nella Junior TT appartiene a John McGuiness che lo ha stabilito nell'edizione 2006 del Tourist Trophy con il tempo di 18'15"61 alla media di 199,51 km/h (123.975 miglia orarie)

## Vincitori del Junior TT
| Pilota | vittorie |
| --- | -------- |
| Giacomo Agostini, Stanley Woods | 5        |
| Ian Hutchinson, Charlie Williams | 4        |
| Joey Dunlop, Freddie Frith, Jimmie Guthrie, Jim Redman, | 3        |
| Alec Bennett, Brian Reid, Geoff Duke, Mike Hailwood, Con Law, Ian Lougher, John McGuinness, Chas Mortimer, Jim Moodie, John Surtees, Eric Williams                        | 2        |
| Bruce Anstey, Ron Coleman, Percy J.Evans, Ryan Farquhar, David Jefferies, Ken Kavanagh, Dave Leach, Bill Lomas, Phil Mellor, Michael Rutter, T.M.Sheard, H G Tyrell Smith | 1        |

## Vincitori nello stesso anno del Junior/Senior Isle of Man T
| Anno          | Nome             | Moto      |
| ------------- | ---------------- | --------- |
| 1931          | Tim Hunt         | Norton    |
| 1932/33       | Stanley Woods    | Norton    |
| 1934          | Jimmie Guthrie   | Norton    |
| 1951          | Geoff Duke       | Norton    |
| 1953          | Ray Amm          | Norton    |
| 1957          | Bob McIntyre     | Gilera    |
| 1958/59       | John Surtees     | MV Agusta |
| 1967          | Mike Hailwood    | Honda     |
| 1968-70, 1972 | Giacomo Agostini | MV Agusta |
| 1985, 1988    | Joey Dunlop      | Honda     |
| 1996          | Phillip McCallen | Honda     |
| 2000          | David Jefferies  | Yamaha    |
| 2006          | John McGuinness  | Honda     |
| 2010          | Ian Hutchinson   | Honda     |

## Fonti
- IOMTT.com 2006 race schedule (retrieved 29 October 2006)
- IOMTT.com 2006 Supersport Junior TT Race Statistics(retrieved 2nd December 2006)